# Nathan Leites
Nathan Constantin Leites (geboren 10. Juli 1912 in Sankt Petersburg, Russisches Kaiserreich; gestorben 5. Juni 1987 in Avignon) war ein US-amerikanischer Sozialforscher und Politologe russischer Herkunft.

## Leben
Leites' Familie floh Anfang der 1920er Jahre aus dem kommunistischen Russland. 1929 begann er ein Studium in Heidelberg und floh 1933 in die Schweiz, wo er 1935 an der Universität Freiburg (Schweiz) promoviert wurde.
Nach seiner Emigration in die USA war er seit 1949 für die Rand Corporation tätig und galt als bedeutender Kenner und Analytiker des Regierungssystems der Sowjetunion. Leites lehrte außerdem an der University of Chicago. Er gilt als geistiger Vater des operational code-Ansatzes zur Analyse internationaler Beziehungen.

## Schriften (Auswahl)
- The Language of Politics, 1949.
- The Operational Code of the Politburo, 1951.
- Some useful passages from Lenin and Stalin, 1951.
- A Study of Bolschevism, 1953.
- On the Game of Politics in France, 1959.
- The Kremlin's Horizon, 1963.
- The "Europe" of the French, 1965.
- The New Economic Togetherness: American And Soviet Reactions, 1973.
- What Soviet Commanders Fear From Their Own Forces, 1978.